# Карберри, Джон Джозеф
Джон Джозеф Карберри (англ. John Joseph Carberry; 31 июля 1904, Бруклин, Нью-Йорк, США — 17 июня 1998, Керквуд, Миссури, США) — американский кардинал. Титулярный епископ Элиде и коадъютор, с правом наследования, Лафейетта Индианского с 3 мая 1956 по 20 ноября 1957. Епископ Лафейетта Индианского с 20 ноября 1957 по 16 января 1965. Епископ Колумбуса с 16 января 1965 по 17 февраля 1968. Архиепископ Сент-Луиса с 17 февраля 1968 по 31 июля 1979. Кардинал-священник с титулом церкви Сан-Джованни-Баттиста-де-Росси с 28 апреля 1969. 